# Gregory King
Gregory King (Lichfield, 15 dicembre 1648 – Londra, 29 agosto 1712) è stato un genealogista e statistico britannico.
Fu uno dei primi studiosi a porre la basi per quella che sarebbe poi divenuta l'indagine (quantitativa) in statistica. La sua opera più nota, il Natural and Political Observations and Conclusions upon the State and Condition of England, 1696 (prima pubblicazione 1801), fu in grado di stimare il quadro generale relativo alla popolazione e alla ricchezza dell'Inghilterra verso la fine del XVII secolo. Fu altresì editore dell'atlante stradale (Book of Roads) ed assistette personalmente alla realizzazione della mappa di Londra.
Fu anche uno specialista di araldica e una sua autobibliografia fu pubblicata, post mortem, nella Inquiries into the Origin and Progress of the Science of Heraldry in England (J. Dallaway 1793).